# 베넬리 M4 슈퍼 90

시가전 브리칭 훈련 중 M-1014를 재장전하는 모습. 2013년 미군

베넬리 M4 슈퍼 90(이탈리아어: Beneli M4 Super 90)는 이탈리아 베넬리사의 산탄총으로, 베넬리 M3 슈퍼 90의 후속기종이다.
1998년 5월 4일, 미국 육군 무장 연구 및 공학과 개발센터(Armaments Research, Development and Engineering Center에서 새로운 12게이지 반자동 산탄총을 요구하였고, 베넬리사는 요구를 받아들여 자사의 M4 슈퍼 90에 개량을 가했다. 8월 4일에 5정의 M4 샘플을 메릴랜드주 에버딘 실험장에서 시험하였다. 이후 M1014 다목적 전투 산탄총(Joint Service Combat Shotgun, JSCS)로 명명된 후, 1999년에 2만 정 가량이 미국 해병대에서 사들여졌다. 현재 레밍턴 M870, 모스버그 590, 윈체스터 M1200를 대체하였다.
피카티니 레일을 기본 장착하여 여러 상황에 대응하도록 하였으며, 슬라이드식 개머리판으로 병사들이 각자의 체구에 맞춰 쓸 수 있도록 고려되어 있다.

## 운용국가
- 미국 - 미국 해병대
- 아일랜드 - 아일랜드 육군 레인저 (Sciathán Fiannóglach na hAirm)

## 대중 문화
- 워페이스(warface)에서 benelli m4 super 90 버전이 등장한다.
- 로블록스의 BLACK HAWKS RESCUE MISSION 5에서 샷건으로 등장한다.
- 배틀그라운드 모바일에서 반자동 산탄총 M1014으로 등장한다.
- 존 윅: 리로드에서, 소믈리에가 존 윅에게 "묵직하고 과감한 것"을 추천해달라는 요청에 따라 소개되었으며, 커스텀 노리쇠 뭉치, 장전식 손잡이, 텍스처 그립 등을 장착한 "이탈리안 클래식"으로 묘사되었다.

## 같이 보기
- 산탄총 목록
- 베넬리 M1 슈퍼 90
- 베넬리 M3 슈퍼 90